# Cathy Féchoz
Cathy Féchoz (23 de mayo de 1969) es una deportista francesa que compitió en esquí acrobático, especialista en la prueba de baches, acrobacias.
Ganó dos medallas de bronce en el Campeonato Mundial de Esquí Acrobático, en los años 1991 y 1993.

## Medallero internacional
| Campeonato Mundial | Campeonato Mundial           | Campeonato Mundial | Campeonato Mundial |
| Año                | Lugar                        | Medalla            | Competición        |
| ------------------ | ---------------------------- | ------------------ | ------------------ |
| 1991               | Lake Placid (Estados Unidos) | Medalla de bronce  | Acrobacias         |
| 1993               | Altenmarkt (Austria)         | Medalla de bronce  | Acrobacias         |